# 直额裸腹蚤
直额裸腹蚤（学名：Moina rectirostris）为裸腹蚤科裸腹蚤属的动物。分布于日本、伊朗、英国、瑞典、德国、法国、捷克、斯洛伐克、匈牙利、意大利、希腊、丹麦、俄罗斯、美国、阿尔及利亚以及中国大陆的江苏、河北、吉林、云南、内蒙古、甘肃、宁夏、青海、西藏、新疆等地，属于广温性物种。其多见于各种不同的小型水域中，特别是水质混浊而底部为淤泥的小型水域中。